# آرثر أدير هارتمان
آرثر أدير هارتمان (بالإنجليزية: Arthur A. Hartman)‏ (12 مارس 1926 - 16 مارس 2015) دبلوماسي أمريكي شغل منصب سفير الولايات المتحدة إلى فرنسا في عهد الرئيس جيمي كارتر وسفير الولايات المتحدة إلى الاتحاد السوفيتي في عهد الرئيس رونالد ريغان.

## وصلات خارجية
- آرثر أدير هارتمان على موقع مونزينجر (الألمانية)
- آرثر أدير هارتمان على موقع إن إن دي بي (الإنجليزية)